# Cactus V
Cactus V è un album discografico del gruppo musicale hard rock statunitense Cactus, pubblicato nel 2006. Rispetto alla line-up originale della band, il compianto Rusty Day viene sostituito da Jimmy Kunes.

## Tracce
Tutte le tracce sono di Appice, Bogert, Kunes e McCarty.
1. Doin' Time – 4:49
2. Muscle & Soul – 5:39
3. Cactus Music – 4:34
4. The Groover – 4:47
5. High in the City – 4:11
6. Day for Night – 5:49
7. Today – 2:58
8. Shine – 3:57
9. Electric Blue – 5:40
10. Your Brother's Keeper – 4:33
11. Blues for Rusty Day – 1:21
12. The Game – 5:02
13. Train – 4:50
14. Jazzed – 4:42

## Formazione
- Tim Bogert - basso, voce
- Carmine Appice - batteria, voce
- Jim McCarty - chitarra
- Jimmy Kunes - voce
- Randy Pratt - armonica